# Liste des maires de La Motte-Servolex
Pour un article plus général, voir La Motte-Servolex.
Cette page présente la liste des maires de La Motte-Servolex, quatrième ville du département de la Savoie.

## Liste des maires
| Période                                  | Période      | Identité                                       | Étiquette   | Qualité |
| ---------------------------------------- | ------------ | ---------------------------------------------- | ----------- | --- |
| 1852                                     | 1863         | Comte Gustave Pacoret de Saint-Bon (1856-1949) |             | Président et conseiller de la cour d'appel de Chambéry Sénateur honoraire au Souverain Sénat de Savoie.                              |
| Les données manquantes sont à compléter. |              |                                                |             | |
| 1877                                     | 1886         | Baron Frédéric Favier du Noyer de Lescheraine  |             | |
| Les données manquantes sont à compléter. |              |                                                |             | |
| mars 1919                                | ?            | Humbert Richard                                | URD         | Avocat Député de la Savoie (1919 → 1924) Conseiller général du canton de La Motte-Servolex (1911 → 1925)                             |
| Les données manquantes sont à compléter. |              |                                                |             | |
| 1945                                     | 1965         | Jean Cabaud                                    | DVD         | Conseiller général du canton de La Motte-Servolex (1958 → 1965)                                                                      |
| 1965                                     | janvier 1986 | Jacques Hochard                                | CD puis UDF | Directeur de CAF Conseiller général du canton de La Motte-Servolex (1965 → 1976 puis 1982 → 1994) Conseiller régional de Rhône-Alpes |
| janvier 1986                             | mars 2001    | Jean Germain                                   | UDF         | Ingénieur horticole et agronome retraité Conseiller général du canton de La Motte-Servolex (1994 → 2001)                             |
| mars 2001                                | mars 2008    | Gérard Perrier                                 | Les Verts   | Enseignant-chercheur Vice-président de Chambéry métropole (2001 → 2008)                                                              |
| mars 2008                                | En cours     | Luc Berthoud                                   | UMP-LR      | Permanent politique Conseiller départemental du canton de La Motte-Servolex (2015 → )                                                |

## Biographie des maires

### Luc Berthoud
Né en 1962, Luc Berthoud est élu adjoint au maire de la ville en 1995 aux finances et à la communication. Conseiller municipal d'opposition de 2001 à 2008, il est élu maire de La Motte-Servolex au second tour en 2008. 
Il est largement réélu en 2014.
Luc Berthoud est également vice-président de Chambéry Métropole chargé de l'agriculture périurbaine, des cours d'eau, du développement durable et des espaces naturels.
En mars 2015, il est élu conseiller départemental de la Savoie sur le canton de La Motte-Servolex. Il prend alors la présidence de Savoie Technolac à la suite de Jean-Pierre Vial, organisme qui  rassemble 230 entreprises innovantes, 1 000 chercheurs et 5 000 étudiants.
Parallèlement à sa vie politique, Luc Berthoud fut collaborateur parlementaire de Jean-Pierre Vial puis son chef de cabinet au conseil général de la Savoie.
Fonctions et mandats actuels
- Maire de La Motte-Servolex depuis 2008
- Vice-président de Chambéry Métropole depuis 2014
- Conseiller départemental de la Savoie depuis 2015
- Président de Savoie Technolac depuis 2015

### Gérard Perrier
Gérard Perrier, enseignant-chercheur de profession, fut maire de La Motte-Servolex et vice-président de Chambéry métropole de 2001 à 2008. Il remporta de justesse les élections municipales de 2001 avec seulement 59 voix d'avance. Candidat à sa réélection en mars 2008, il est battu au second tour par Luc Berthoud et recueille 48,24% des suffrages.
Il est membre d'EELV et fut un membre historique des Verts.

### Jean Germain
Membre de l'UDF, Jean Germain succède à Jacques Hochard à la tête de la commune après la démission de ce dernier en janvier 1986 puis sur le canton en 1994. Il fut ainsi maire de 1986 à 2001, réélu en 1989 et 1995 mais battu en 2001 par l'écologiste Gérard Perrier, et conseiller général de 1994 à 2001, battu par le socialiste Jean-Noel Parpillon dit Fiollet.

### Jacques Hochard[7]
Jacques Hochard, né en 1920 et décédé le 8 juillet 1998, fut maire de La Motte-Servolex entre 1965 et 1986. De sensibilité démocrate-chrétienne (CD puis UDF), il fut aussi conseiller général du canton de La Motte-Servolex (1965-1976 puis 1982-1994) et conseiller régional de Rhône-Alpes. 
Sur le plan professionnel, il a été directeur de la CAF de Chambéry à partir du 1er janvier 1950 et le demeurera jusqu'au début des années 80. Par ailleurs, il publia dans des revues spécialisées.
Le centre social de la ville de La Motte-Servolex porte son nom.

### Jean Cabaud
Jean Cabaud (1903-1986) a été maire de La Motte-Servolex de 1945 à 1965. Il fut aussi conseiller général du canton de La Motte-Servolex de 1958 à 1965, date à laquelle il démissionna de son mandat.

## Tendances politiques et résultats
|  | 1er score                     | 1er score | 2e score                        | 2e score | Participation                          |         |
|  | Élections municipales de 2014 |           | 68,21 % pour Luc Berthoud (DVD) |          | 18,00 % pour Jean-Noël Parpillon (DVG) | 65,84 % |

## Pour approfondir